# Bernard de Castanet
Bernard de Castanet (* um 1240 in Montpellier; † 14. August 1317 in Avignon) war ein Kardinal der Römischen Kirche.

## Leben
Nachdem er um 1262 einen Dr. jur. an der Universität zu Montpellier erworben hatte, wurde er Archidiakon von La Fenelet, im Erzbistum Narbonne, und Archidiakon der Kathedrale von Mallorca. Gleichzeitig als Professor der Rechte tätig, wurde er 1266 Kaplan von Papst Gregor X., Auditor des Apostolischen Palastes und der Rota Romana. Auch die Erhebung zum Archidiakon von Narbonne wurde ihm zuteil.
Am 7. März 1276 zum Bischof von Albi erhoben, legte er dort am 15. August 1282 den Grundstein zu der heutigen Kathedrale, nachdem er das Domkapitel 1297 in eine Gemeinschaft von Weltgeistlichen überführt hatte, gründete er in Albi einen Dominikanerkloster. Im Auftrag des Französischen Königs wandte er sich 1297 mit der Bitte um die Heiligsprechung König Ludwigs IX. von Frankreich an Papst Bonifatius VIII.
Von 1307 bis 1308 kam es zu einem Prozess gegen ihn an der päpstlichen Kurie, wobei man ihm Simonie, verschiedene rechtliche Vergehen und Irregularitäten vorwarf. Da der Prozess zu seinen Ungunsten verlief, wurde er am 30. Juli 1308 auf den rangniederen Bischofsstuhl von Le Puy versetzt.
Papst Johannes XXII., der als erster nur in Avignon residierte, erhob ihn am 17. Dezember 1316 zum Titular-Kardinalbischof von Porto-Santa Rufina.
Sein Grab befindet sich in der Kathedrale von Avignon.